# 八八坑道
八八坑道（福州語平話字：Báik-báik kăng-dô̤），是位於中華民國福建省連江縣南竿鄉牛角嶺的一條隧道。過去為陸軍馬祖防衛指揮部戰備用途的戰車坑道，為馬祖地區的特殊戰地景觀。

## 歷史
相傳坑道原為20世紀居民躲避土匪的天然山洞，1958年第二次台海危機後，軍方進駐馬祖後將坑道鑿高、挖深與強固，闢為戰車坑道以儲存軍需物資，後方出口可通往過去的南竿軍用機場；八八坑道於1974年10月31日完工，由於落成之日適逢蔣中正88歲誕辰，因此命名為「八八坑道」，後來因坑道中段塌陷無法使用，曾充當馬祖南竿電信局上班地點及電信機房。1980年代晚期，為了發展馬祖地區電話業務，軍民在坑道設置步進制自動交換機。
1992年，馬祖群島戰地政務解除後，馬祖酒廠即利用此坑道窖藏高粱酒與釀造酒，目前主通道為罈裝老酒存放區，次通道為高粱酒系酒槽區，老酒儲存區放置的老酒因停產，現存均為十五年以上。

## 坑道
八八坑道總約273公尺，主體由花崗岩構成，隧道因恆溫作用，長年溫度保持在15至20度C間。

## 外部連結
- 八八坑道- 馬祖國家風景區 （页面存档备份，存于）